# Sita (cráter)
Sita es un pequeño cráter de impacto perteneciente a la cara oculta de la Luna. Está situado cerca del centro del cráter King, en la ladera sur del Mons Ganau.
El impacto posee una marcada forma de cuenco, debido a la combinación de su considerable profundidad (362 m) con su reducido diámetro. Es un impacto relativamente reciente, con un chorro de materiales de eyección brillantes orientado hacia el este. Da la impresión de haber golpeado la pronunciada pendiente de lo que parece ser un deslizamiento de tierra desde el borde sur, terminando cerca de la parte de los picos centrales del Mons Ganau. 

## Designación
El nombre procede de una designación originalmente no oficial, contenida en la página 65C1/S1 de la serie de planos del Lunar Topophotomap de la NASA, que fue adoptada por la UAI en 1976.

## Referencias

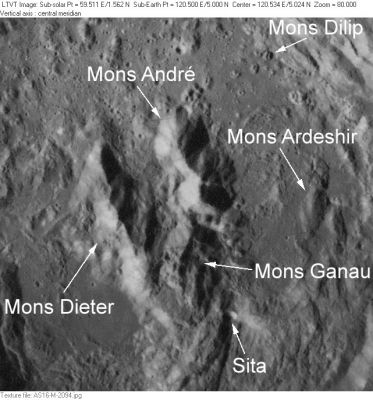
Entorno de Sita. Imagen tomada desde el Apolo 16.